# 중습네줄무늬풀밭쥐
중습네줄무늬풀밭쥐(Rhabdomys dilectus)는 쥐과에 속하는 설치류의 일종이다.

## 분류학
전통적으로 네줄무늬풀밭쥐(R. pumilio)가 네줄무늬풀밭쥐속의 유일종이었지만, 핵형 분석과 mtDNA 분석을 통해 중습네줄무늬풀밭쥐도 네줄무늬풀밭쥐속에 포함된다는 사실이 밝혀졌다. 중습네줄무늬풀밭쥐는 4종의 아종으로 나뉜다.
- R.d.dilectus - 핵형 2n=46, 레소토, 남아프리카공화국 콰줄루나탈 주, 짐바브웨 동부
- R.d.angolae - 앙골라 중부와 남부
- R.d.diminutus - 케냐 중부와 서부, 우간다 중부-동부, 탄자니아 중부-북부의 고지대, 콩고민주공화국의 남부-동부, 말라위 북부

## 특징
중습네줄무늬풀밭쥐는 상당히 작은 쥐로 생쥐보다 크다. 머리부터 몸까지 길이는 90~135mm이고, 꼬리 길이는 80~135mm, 발 길이는 17~33mm이다. 귀 길이는 10~20mm, 몸무게는 최대 68g이다.
등은 진한 적갈색이고, 등의 길이 방향으로 검은 줄무늬가 특징적이다. 속명은 "막대"를 의미하는 그리스어 "랍도스"(rhabdos)와 "쥐"를 의미하는 "미스"(mys)의 합성어에서 유래했다. 복부 쪽은 연한 색이고, 다리는 진한 회색을 띤다. 꼬리는 머리와 몸 사이 길이보다 짧다. 육상성 동물로 어스름에 활동을 하며, 독거 생활을 한다. 먹이는 주로 곡물 씨앗이고, 부분적으로 풀과 열매, 작은 무척추동물을 먹는다. 농부들이 해충으로 간주한다.

## 분포
아프리카 남부 전역에서 발견된다.

## 서식지
해발 고도 최대 2,300m의 습윤 산악 지대에서 서식한다. 농경지와 도시 지역 주거지에서도 발견된다.